# Citadellstraße 11

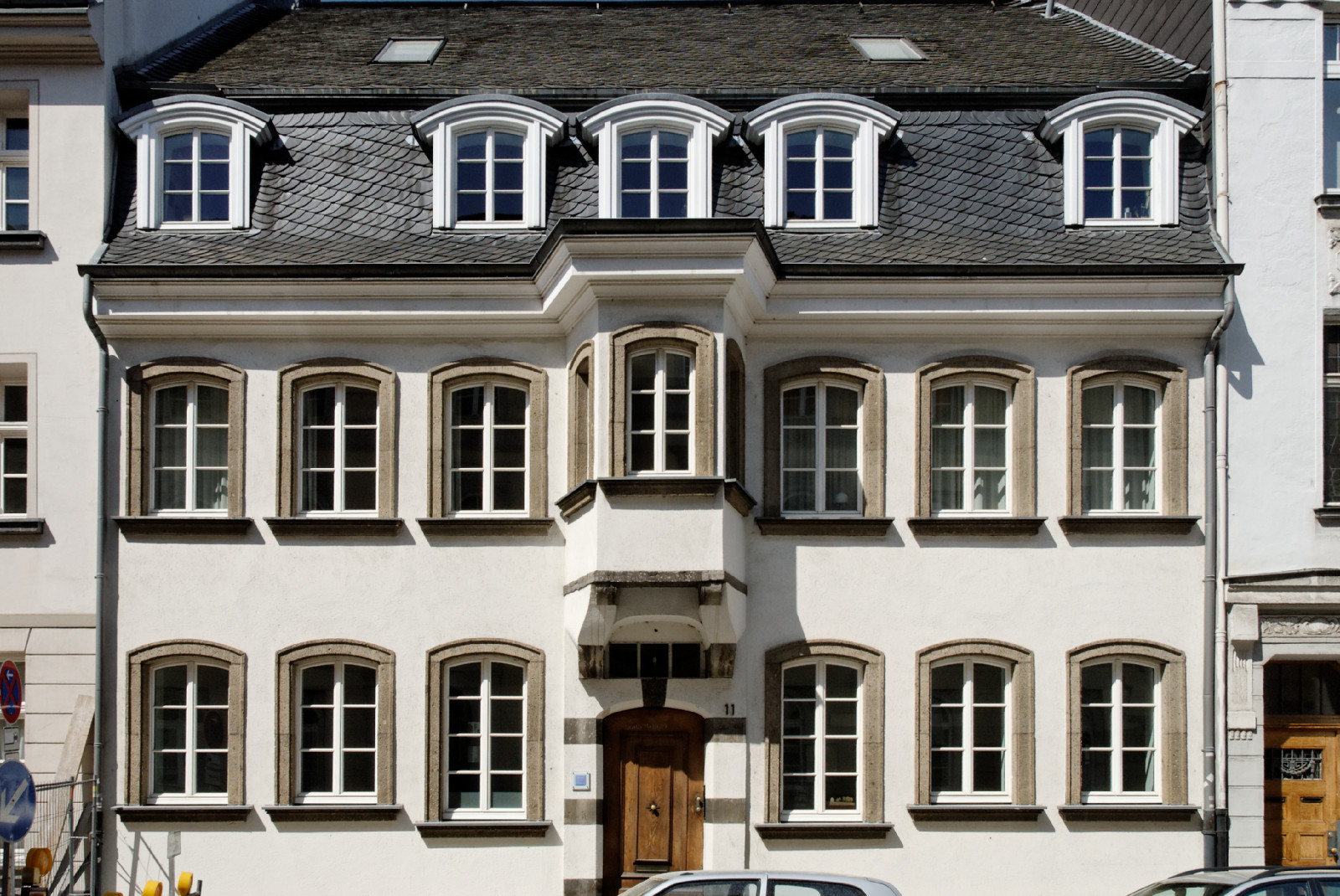
Citadellstraße 11 (2011)

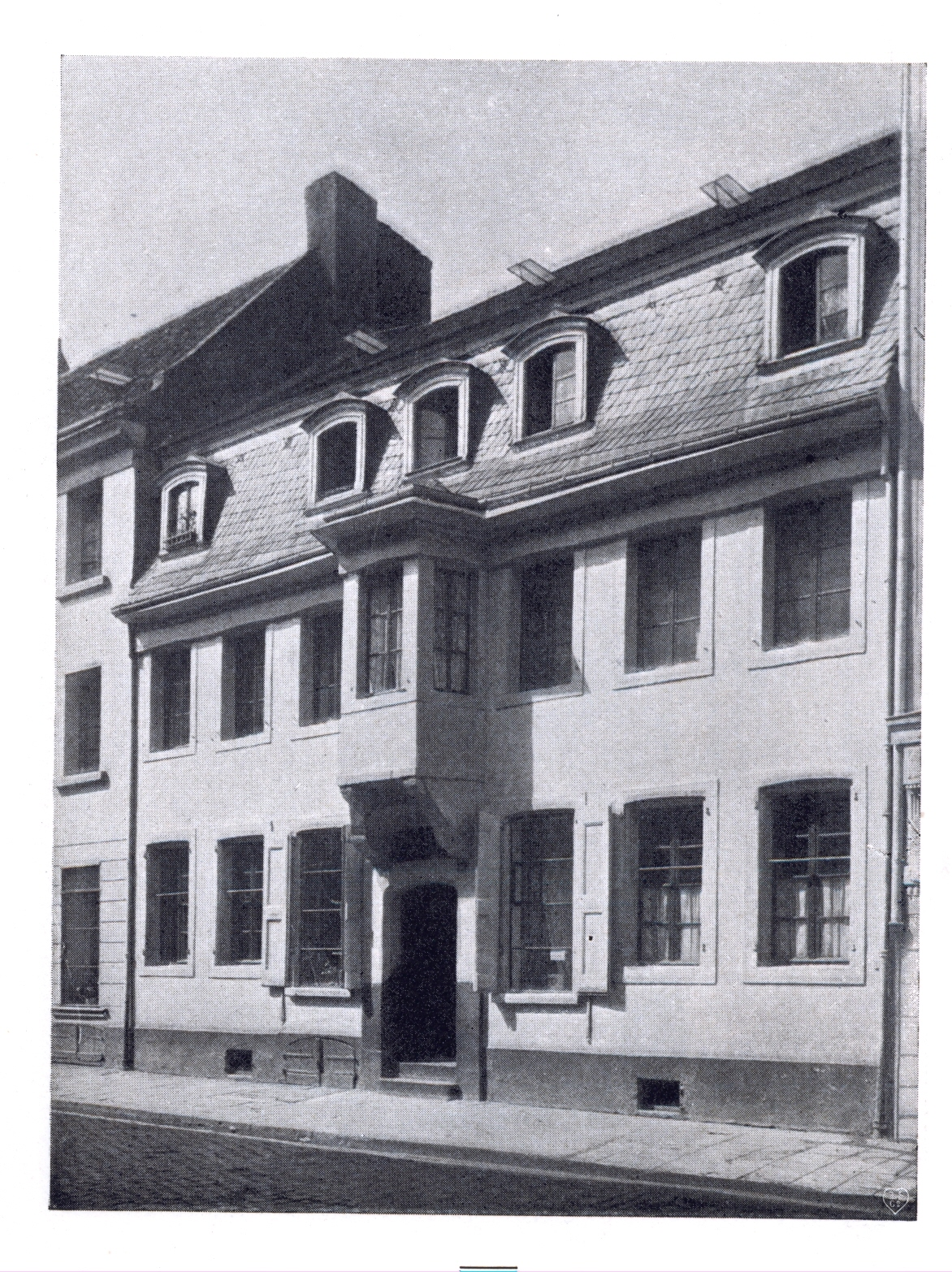
Citadellstraße 11 (1909)

Das Haus Citadellstraße 11 im Düsseldorfer Stadtteil Carlstadt ist ein denkmalgeschütztes Gebäude.

## Beschreibung
Nach Jörg Heimeshoff ist die Fassade in sieben Achsen untergliedert. Der Eingang befindet sich in der Mitte, darüber ein Erker. Die Fensteröffnungen sind segmentbogenartig gestaltet. Die Haustür stammt aus dem 17. Jahrhundert. Im Inneren befindet sich eine barocke Treppe.
Für Paul Sültenfuß gilt es als Beispiel für ein Mansardendachwohnhaus. Für die Gestaltung der Mansardenfenster und des segmentartigen Fenstersturzes war der Einfluss von Schloss Jägerhof entscheidend. Unter dem Hauptgesims der Fassade läuft ein breites Band, das einem Architrav ähnelt. Dieses ist so breit, dass die Stürze der Fenster des Obergeschosses überflüssig werden. Die Fenster scheinen an dem Architravband zu hängen. In der Grundrisslösung beider Stockwerke wie in der Erkeranlage über dem Eingang ist eine gewisse Verwandtschaft mit dem Nachbarhaus Nr. 7 zu erkennen. Paul Sültenfuß beschreibt ausführlich die Treppendekoration in Düsseldorf. Josef Kleesattel würdigt auch die Innenarchitektur.

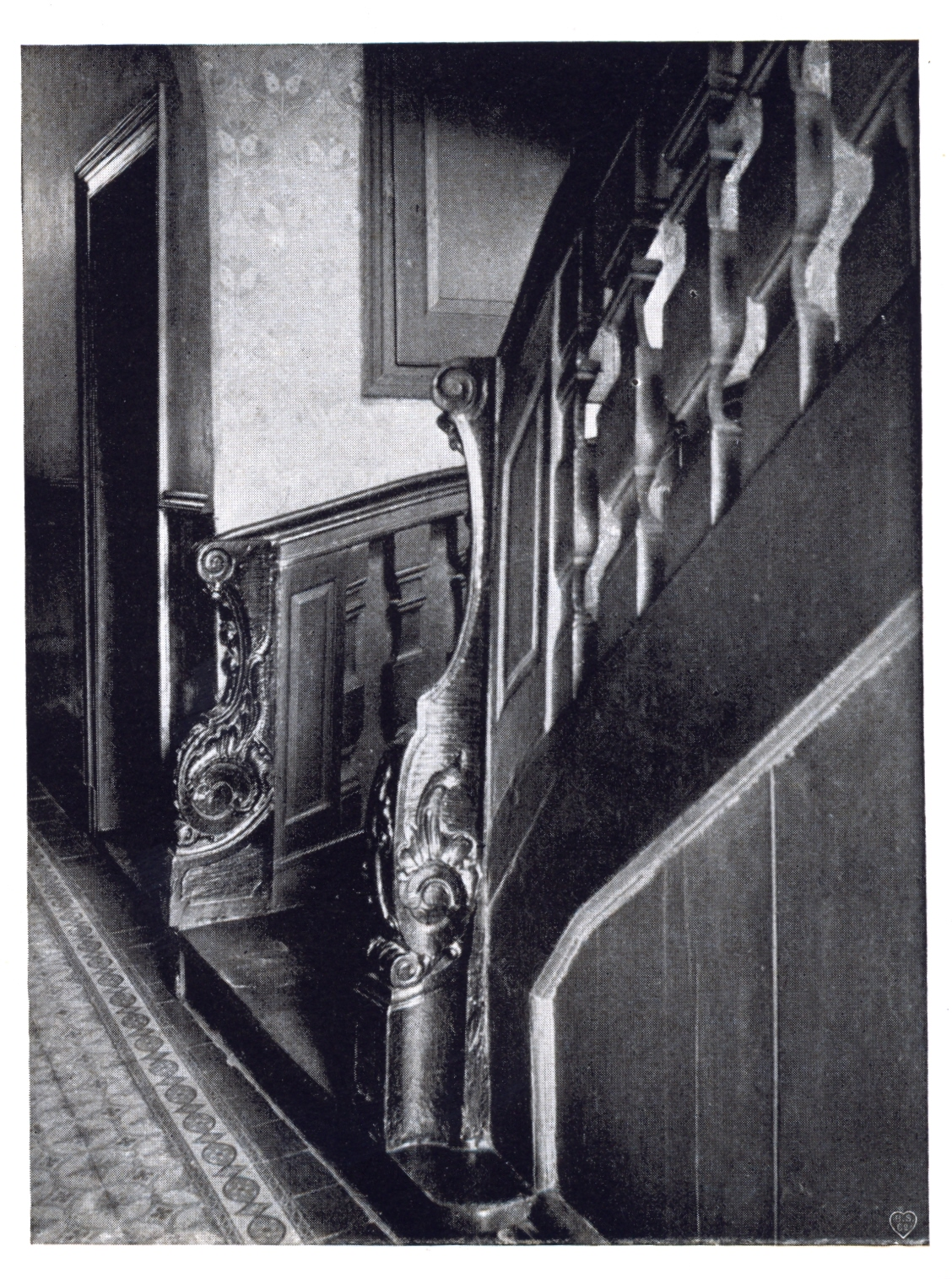
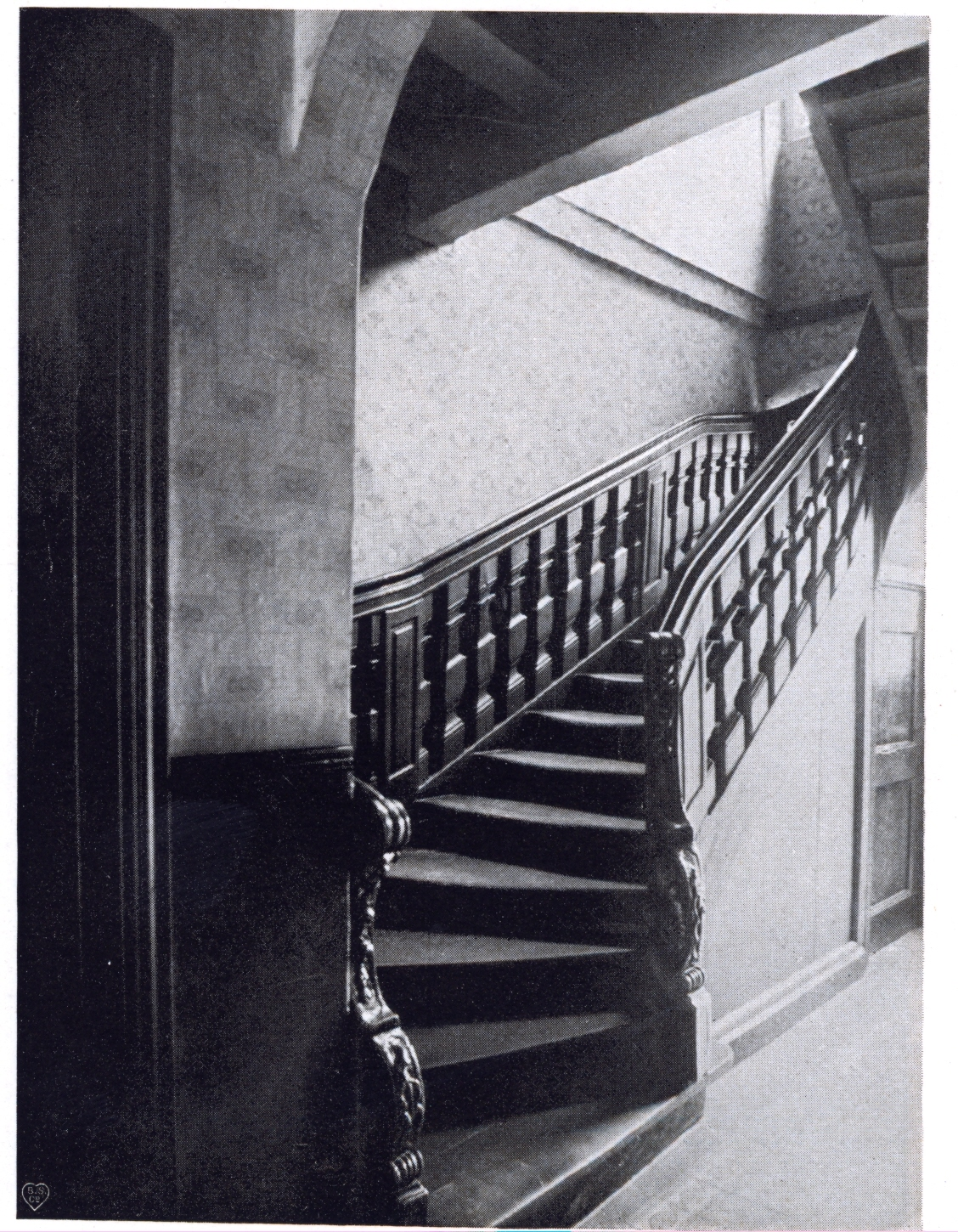
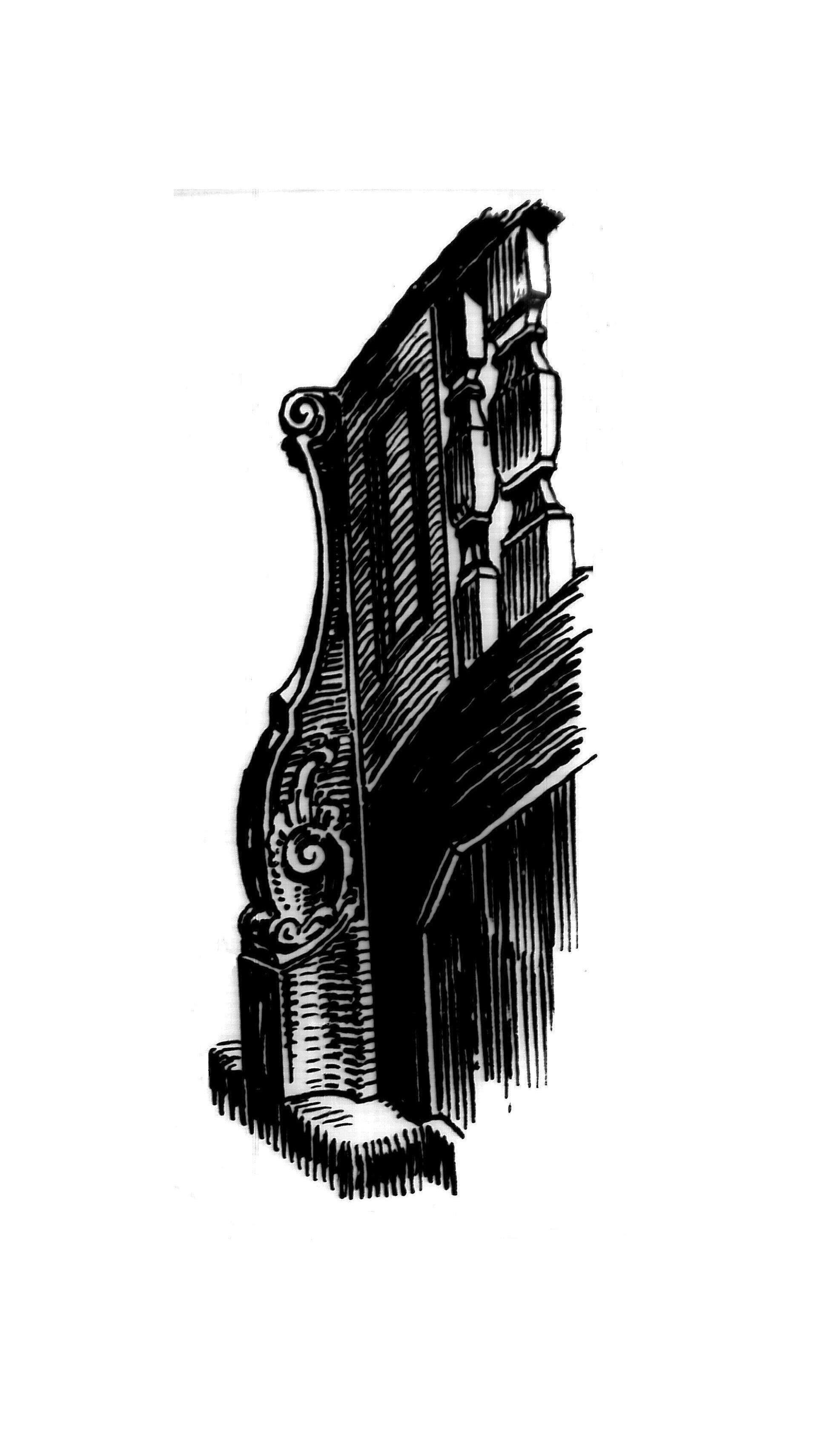
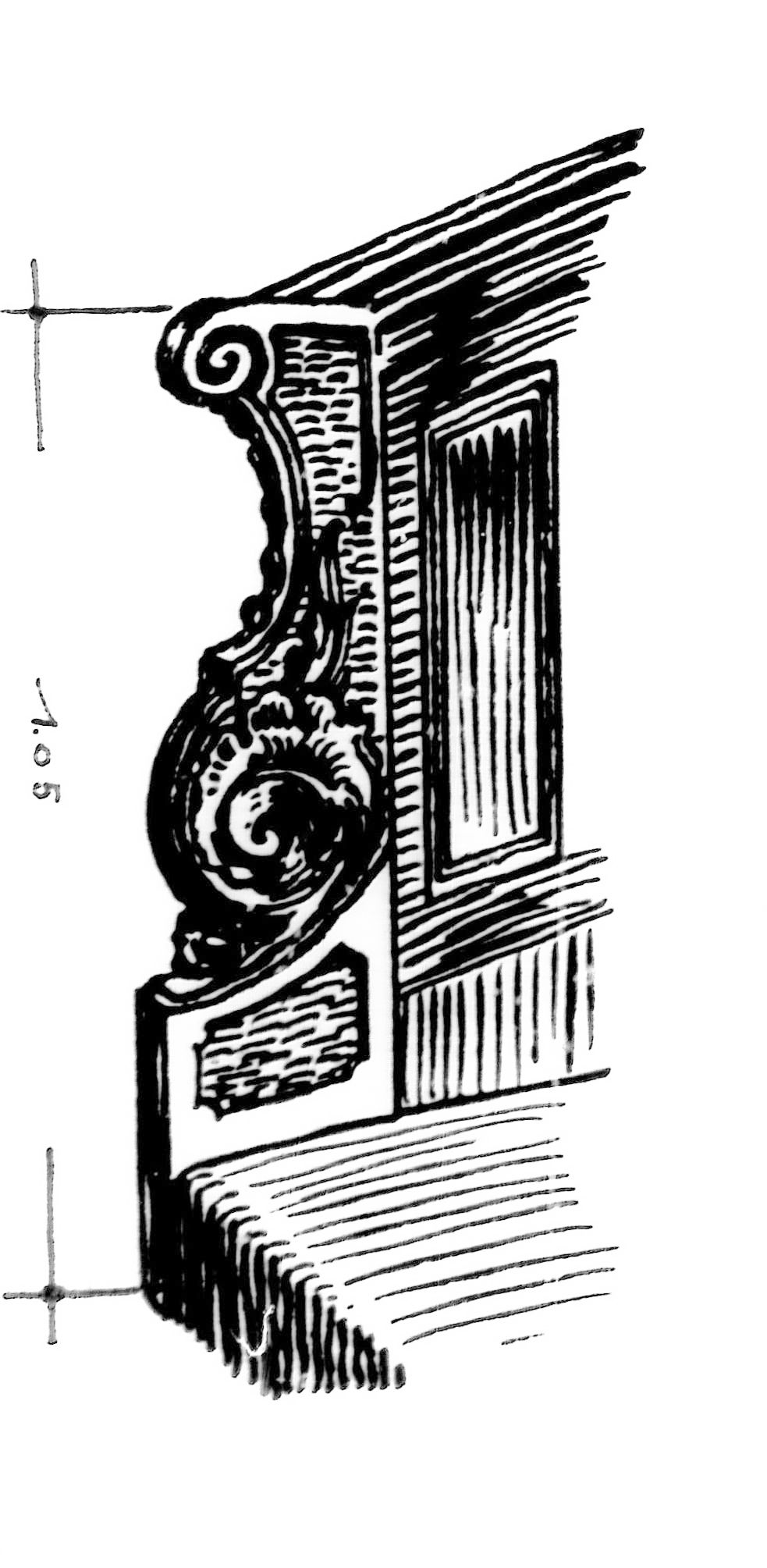